# Ducula latrans
Ducula latrans là một loài chim trong họ Columbidae.

## Hình ảnh

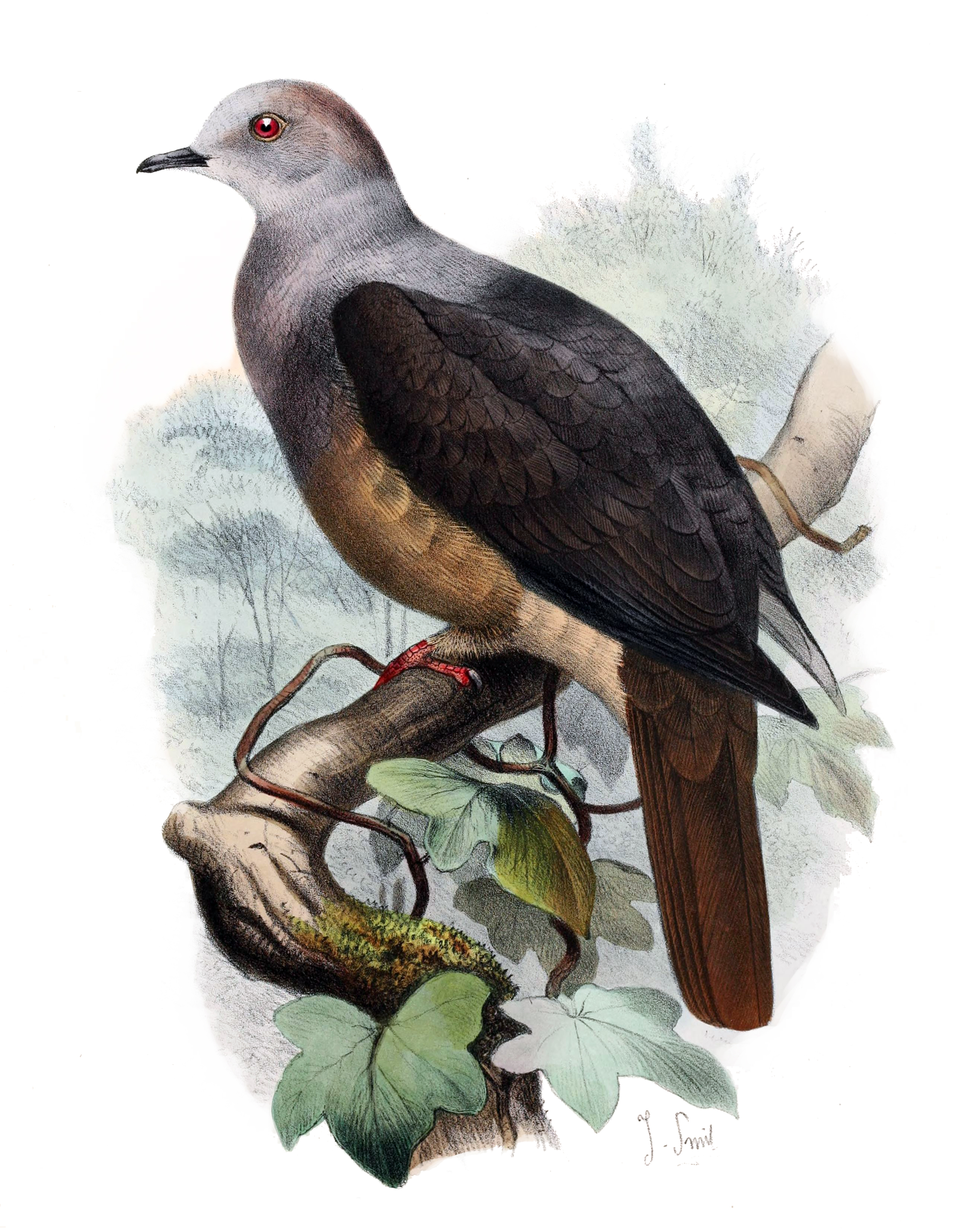
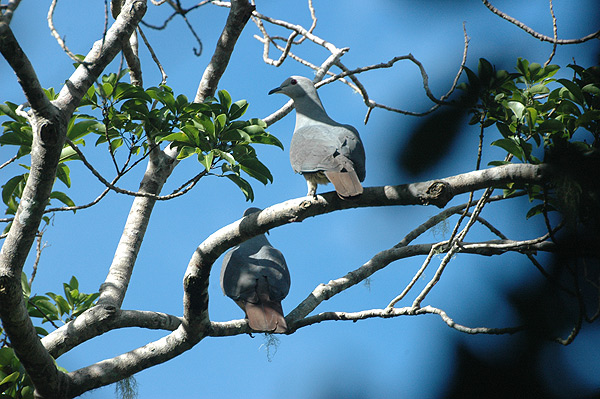